# Quintín Arauz (Paraíso)
Quintín Arauz es una ranchería del municipio de Paraíso ubicado en la subregión de la Chontalpa del estado mexicano de Tabasco.

## Geografía
La localidad se ubica a 3.2 kilómetros (en dirección norte) de la ciudad de Paraíso, la cabecera y lugar más poblado del municipio. Se sitúa en las coordenadas geográficas 18°22′03″N 93°12′53″O / 18.367500, -93.214722, a una elevación de 2 metros sobre el nivel del mar.

## Demografía
Según el Conteo de Población y Vivienda 2020, efectuado por el Instituto Nacional de Estadística y Geografía, la localidad de Quintín Arauz tiene 6,334 habitantes, de los cuales 3,099 son del sexo masculino y 3,235 del sexo femenino. Su tasa de fecundidad es de 1.94 hijos por mujer y tiene 1,711 viviendas particulares habitadas.
| Gráfica de evolución demográfica de Quintín Arauz entre 1950 y 2020 |
|                                                                     |
| INEGI.                                                              |